# Quattordio
Quattordio (Quatòrdi [katɔɾdi] in piemontese) è un comune italiano di 1 431 abitanti della provincia di Alessandria, in Piemonte.
Il paese si sviluppa accanto alla strada statale 10, fra Asti e Alessandria. L'abitato è diviso dal torrente Chiesetta che separa il nucleo antico da quello moderno.

## Storia
L’origine del paese di Quattordio risale all’epoca romana, quando nel Monferrato e nei suoi dintorni si andava sviluppando una “microcolonizzazione” che aveva lo scopo di affiancare alle preesistenti città di Alba, Asti, Tortona ed Acqui una miriade di piccoli centri identificabili nelle attuali Chieri, Valenza, Libarna e molti altri. In alcune di queste località si trovavano pietre miliari, costituite da grandi lapidi, cippi e colonne, che indicavano le distanze tra le principali città. Quattordio deve il suo nome per la presenza della pietra miliare indicante la distanza di 14 miglia da Asti. È importante notare come in questo periodo non esista ancora il paese di Quattordio, ma tale località sia nota solo per la presenza appunto del cippo miliare che si suppone si trovasse in prossimità della spianata antistante l’attuale chiesa parrocchiale.
Il 21 marzo 967 può essere considerato il giorno che divide la preistoria di Quattordio dalla sua storia vera e propria, la conoscenza tramandata oralmente dalle vicende storicamente documentate con precisione. Quel giorno, infatti, si sancisce la nascita del Monferrato quale territorio politicamente delimitato. Il dominio di questa parte di Piemonte passa dall'imperatore Ottone I ad Aleramo. È nel XII secolo che questa regione assume un aspetto un po’ più stabile, sempre usando questo termine con molta cautela, dati i continui passaggi di proprietà di paesi è contrade. Si formano in questo periodo due nuovi Stati che, in breve tempo, acquisiscono territori e forza militare: il Comune di Asti, nato nel 1095, ed il Comune di Alessandria, la cui fondazione si fa risalire al 1168. Le lotte tra questi due Comuni, ora alleati ed ora nemici, con i Marchesi del Monferrato, coinvolgono completamente questa zona e Quattordio in particolare.
Il comune di Asti nasce per iniziativa del suo vescovo, nella cui diocesi era quasi sicuramente compreso Quattordio, anche se non vi sono documenti ufficiali che ne comprovino la reale esistenza. Nel periodo in cui si registra la nascita di Alessandria (1168), Quattordio si trova ad essere un crocicchio tra astigiani ad ovest, alessandrini ad est, monferrini a nord, Marchesi Incisa della Rocchetta a sud.
Nella sua seconda calata, il Barbarossa sottomette Asti e nel verbale che ratifica la pace raggiunta, firmato a Marengo il 15 febbraio 1159, egli si impegna a tenere sotto la sua speciale podestà il comune di Asti e quarantasei villaggi ad esso circostanti. Tra questi compare, per la prima volta in un documento ufficiale, il nome di Quattordio. Si può sicuramente ritenere che tra il 1095, anno in cui è fissata la costituzione del Comune di Asti, ed il 1379 anno del passaggio di Asti sotto il Ducato di Milano, Quattordio sia sempre appartenuto al Comune, diventato poi Repubblica di Asti. Il territorio di questa Repubblica giungeva ad ovest fino a Carmagnola ed a Dusino, a nord comprendeva Cocconato, Grazzano, Moncalvo, Vignale, venendo verso levante includeva Fubine, Quargnento, Solero e Oviglio, a sud arrivava addirittura alle Alpi nell’alta valle del Tanaro, oltre Ceva e Garessio, infine a sud-ovest si incuneava nelle Langhe con i possedimenti di Bra e Cavallermaggiore. Nel suo insieme, Asti aveva un’estensione circa doppia rispetto all’attuale provincia.
Nel 1526, le terre di Quattordio furono invase dagli Spagnoli, che incendiarono, saccheggiarono e devastarono il paese. In seguito, nel febbraio del 1527, il barone Lodran ed il conte Alberico Belgioioso mandarono i loro lanzichenecchi nell’Alto Monferrato, chiedendo alla reggente Marchesa un contributo di 16 000 scudi d'oro e, poiché questa somma tardava a pervenire, essi si infuriarono sulle popolazioni, “devastando parecchi borghi intorno ad Asti”. Altri saccheggi e devastazioni si abbatterono sulle terre di Quattordio e nelle zone vicine dopo circa un secolo, intorno alla metà del ‘600. Secondo dati precisi, infatti, il paese fu saccheggiato ed arso dai francesi nel 1642 e, nove anni dopo, dai gallo-piemontesi. Gli spagnoli, ormai tristemente noti per le loro cicliche invasioni foriere di distruzione e destabilizzazione, conquistarono Quattordio nel 1655, con rapine ed estorsioni lo taglieggiarono e lo dominarono fino al 1706, “nel qual tempo venne in potere dei Savoia che lo tennero per la pace di Utrecht”. La provincia alessandrina passò nel 1707-1708 sotto il controllo dei Savoia, in virtù della cessione prevista dal trattato segreto concluso con gli Imperiali.
Dopo la caduta dell’antico regime in Piemonte (1798) entro la maglia amministrativa francese, Quattordio seguì le sorti dell’intero territorio della provincia di appartenenza, aggregato, senza sostanziali alterazioni, a una circoscrizione di estensione variabile avente per capoluogo Alessandria. Si trattò dapprima del dipartimento del Tanaro, creato durante il primo effimero periodo di occupazione (1799), e, dopo il ritorno dei Francesi e in seguito alla riorganizzazione amministrativa del 1801, del dipartimento di Marengo, circondario (arrondissement) di Alessandria. Non toccato dal successivo rimaneggiamento del 1805, l’inquadramento amministrativo del circondario e dunque di Quattordio non mutò fino alla Restaurazione. Dopo la parentesi napoleonica, Quattordio rientrò a far parte della ricostituita provincia di Alessandria. Il paese seguì le sorti del Piemonte prima e del Regno d’Italia poi.
Il paese è, a partire dagli anni trenta del XX secolo, sede di numerose fabbriche. Tali industrie hanno contribuito allo sviluppo demografico dell'ultimo secolo (1 600 abitanti). Sul territorio comunale passano l'autostrada Torino-Piacenza e, seppur marginalmente, un tratto di ferrovia.

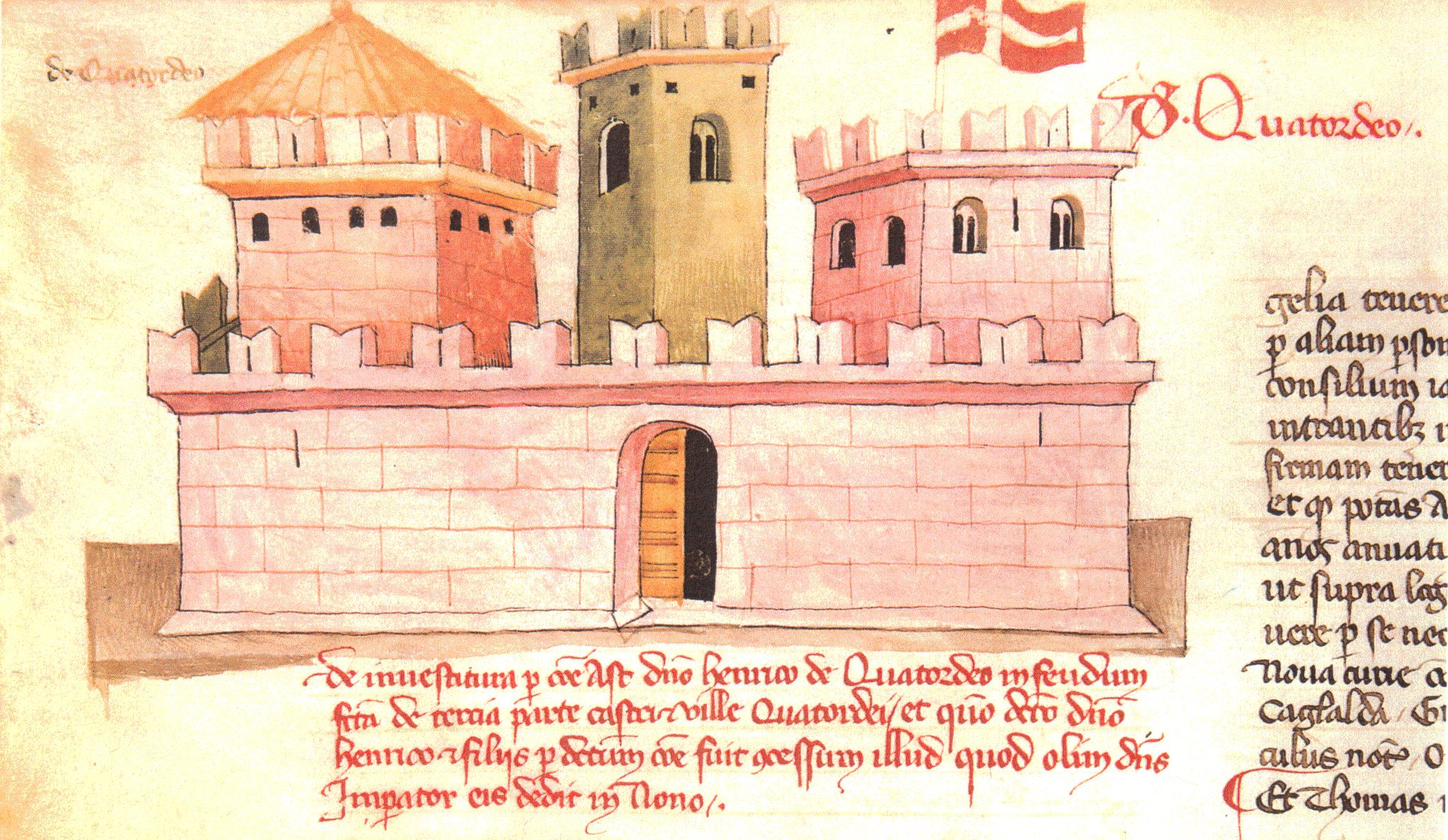
Quattordio in una miniatura del Codex Astensis
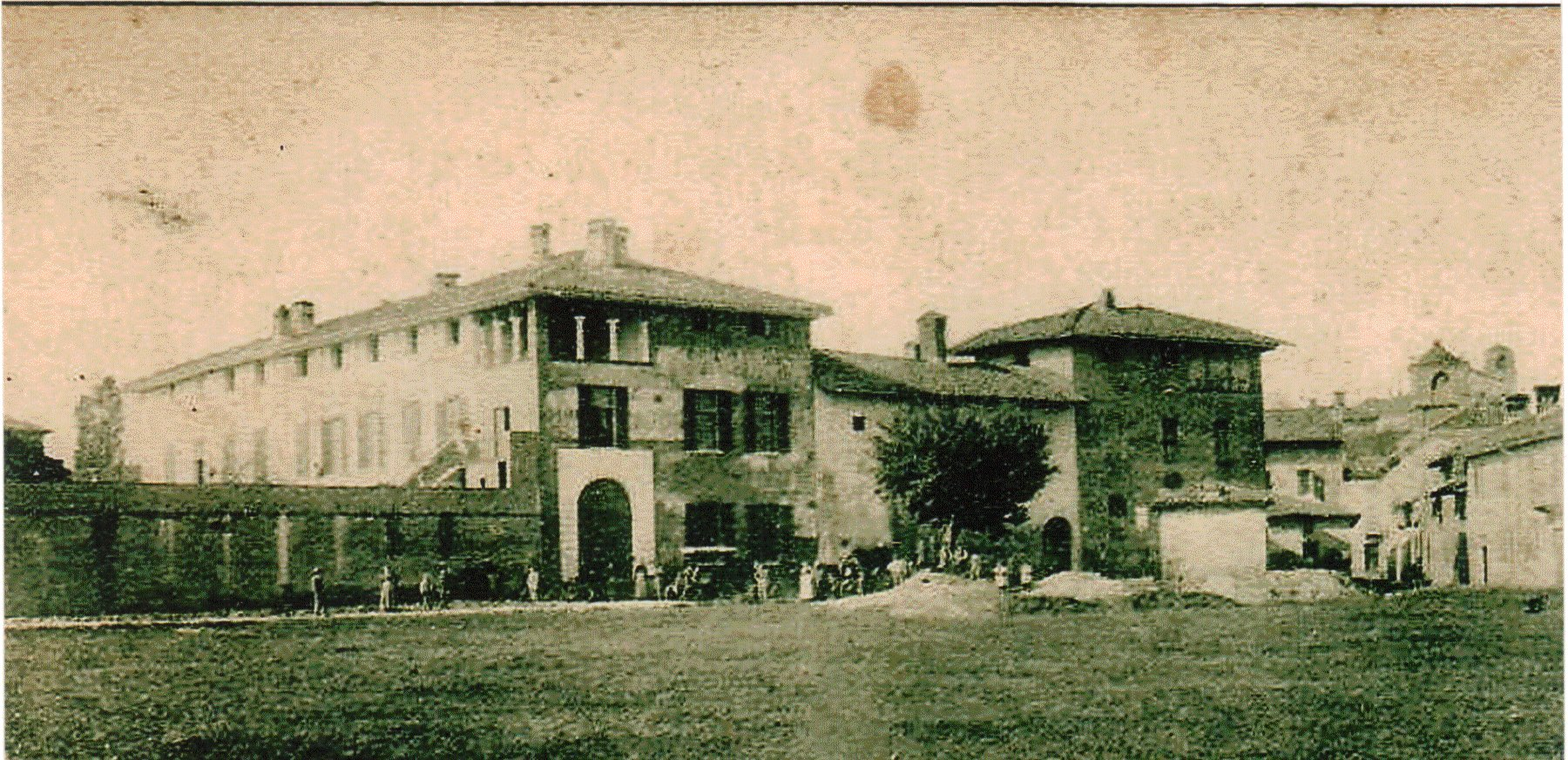
Palazzo Olivazzi nel 1900

### Simboli
Lo stemma e il gonfalone del comune di Quattordio sono stati concessi con decreto del presidente della Repubblica del 2 maggio 1963.
Il cippo miliare con la cifra XIV fa riferimento al nome di Quattordio che deriva dal latino Quattuordecimum ("quattordicesimo"), dalla distanza di quattordici miglia romane dalla città di Hasta (Asti).
Il gonfalone è un drappo partito di bianco e di azzurro.

## Monumenti e luoghi d'interesse
Fra i luoghi d'interesse figurano la chiesa di San Pietro, il Palazzo Negri di Sanfront, attuale sede del Comune, Palazzo Tapparone-Canefri e Palazzo Olivazzi.

### Parrocchiale di San Pietro
La chiesa parrocchiale è stata costruita intorno al 1781. Ha una sola navata, con sei cappelle laterali ornate da fregi e stucchi dorati; all'interno, la statua della Madonna del Rosario dello scultore Carlo Giuseppe Plura. Lo stile è il classico barocco piemontese. Di un certo interesse l'organo, collocato sulla controfacciata, e il campanile, che raggiunge un'altezza di 42 metri. La chiesa è stata restaurata tre volte nel corso degli ultimi cento anni.

### Palazzo Olivazzi
La famiglia Olivazzi, feudataria, insieme ai Civalieri, del paese, aveva la propria residenza nell'omonimo Palazzo: questo presenta una vastissima corte rurale, denominata Cascina Palazzo, definita agli estremi da due palazzi. 
L'ampia corte rurale, interamente edificata in mattoni a vista, presenta edifici risalenti al '600 ed altri più recenti, come l'ampia stalla 'moderna', a sette voltoni con soprastante fienile che delimita la Statale Padana in centro al paese. Tale edificio fu realizzato dagli Olivazzi nel 1844 e presenta murature in mattoni pieni spesse oltre un metro, per fini di isolamento termico.
 Si racconta che per cuocere tali mattoni fu realizzata una fornace direttamente all'interno dell’ampia corte e che, per produrli, fu utilizzata la terra del posto, ricca di argilla. All'interno della cascina è ancora attiva l'azienda agricola.

### Castello di Lajone
Poco distante da Quattordio, nella cornice delle colline piemontesi del Monferrato, è possibile scoprire un delizioso castello realizzato nel 1600 e successivamente ampliato e abbellito. Inserito fra i "Castelli Aperti" del Basso Piemonte
oggi è un ambiente che custodisce gelosamente il suo splendore, conservando intatta l'originale bellezza.
È dotato di un roseto e di un parco a giardino con querce, sequoie e cedri del Libano.

## Società

### Evoluzione demografica
A causa della crescente emigrazione, il paese continua a perdere abitanti: negli ultimi cinquanta anni, a partire dal 1971, la popolazione residente è diminuita del 27,7%.
Abitanti censiti

## Geografia antropica

### Frazioni

#### Serra
Serra (la Sèra in piemontese) è una piccola frazione di circa 100 abitanti situata a poca distanza dal confine con la provincia di Asti, in corrispondenza dei comuni di Castello di Annone e di Refrancore.
La morfologia del territorio è caratterizzata da un terreno pianeggiante, in cui spicca il colle su cui sorge l'abitato. Attraversano la pianura diverse stradine non asfaltate, che, passando attraverso i campi, consentono di raggiungere la regione Brezzi, nel comune di Refrancore e la piana di Piepasso, l'altra frazione di Quattordio.
Il centro della frazione è la piazzetta antistante la chiesetta dedicata al patrono San Francesco, dove si affacciano i locali del Centro ricreativo e della vecchia scuola elementare ora non più utilizzata. Gli insediamenti abitativi, composti per lo più da case coloniche, sono disposti lungo strada Montemagno e altre vie minori. Nelle vicinanze sono presenti anche ville e cascine.

#### Piepasso
Piepasso (Piepass in piemontese) si trova sulla strada che porta a Viarigi. La chiesa del paese è dedicata all'Assunta e fu parrocchia autonoma fino a quando venne incorporata in quella del capoluogo.

## Economia
Fino agli anni '30 del XX secolo, l'economia è stata prevalentemente agricola, basata sulle coltivazioni di grano, mais, orzo, avena e girasoli (ma nei pressi del torrente Gaminella si possono trovare boschi di pioppo, destinati alla produzione di legname; non mancano, inoltre, alcune vigne).
 Dagli anni '30 in poi, si sviluppa una fiorente area industriale (chimica, cavi smaltati, indotto FIAT) cresciuta nei decenni, che porterà Quattordio ad essere uno principali poli industriali della provincia di Alessandria. Con la crisi economica degli inizi del XXI secolo, Quattordio ha risentito di una forte diminuzione occupazionale.

## Amministrazione
Di seguito è presentata una tabella relativa alle amministrazioni che si sono succedute in questo comune.
| Periodo        | Periodo        | Primo cittadino          | Partito                            | Carica  | Note  |
| -------------- | -------------- | ------------------------ | ---------------------------------- | ------- | ----- |
| 19 giugno 1985 | 25 maggio 1990 | Pier Paolo Dionigi Monti | Democrazia Cristiana               | Sindaco | [ 6 ] |
| 25 maggio 1990 | 24 aprile 1995 | Pier Paolo Dionigi Monti | lista civica                       | Sindaco | [ 6 ] |
| 24 aprile 1995 | 14 giugno 1999 | Pier Paolo Dionigi Monti | centro                             | Sindaco | [ 6 ] |
| 14 giugno 1999 | 14 giugno 2004 | Mario Sillano            | lista civica                       | Sindaco | [ 6 ] |
| 14 giugno 2004 | 8 giugno 2009  | Mario Felice Sillano     | lista civica                       | Sindaco | [ 6 ] |
| 8 giugno 2009  | 26 maggio 2014 | Tiziana Garberi          | lista civica: voi e noi insieme    | Sindaco | [ 6 ] |
| 26 maggio 2014 | 26 maggio 2019 | Alessandro Venezia       | lista civica: scelgo Quattordio    | Sindaco | [ 6 ] |
| 26 maggio 2019 | 9 giugno 2024  | Alessandro Venezia       | lista civica: scelgo Quattordio    | Sindaco | [ 6 ] |
| 9 giugno 2024  | in carica      | Anna Margherita Venezia  | lista civica: Quattordio nel cuore | Sindaco | [ 6 ] |